# Кривов Павло Вікторович
Павло Вікторович Кривов (рос. Павел Викторович Кривов; 5 червня 1981, Рязань, РРФСР — 9 вересня 2022, Балаклія, Україна) — російський офіцер, підполковник ПДВ РФ. Герой Російської Федерації.

## Біографія
Закінчив рязанську загальноосвітню середню школу №34. В 1999 році вступив в Рязанське повітрянодесантне командне училище. Після закінчення училища в 2004 році служив на командних посадах в 137-му парашутно-десантному полку. Учасник інтервенції в Сирію. В 2020 році призначений командиром розвідувальної роти свого полку. З 24 лютого 2022 року брав участь у вторгненні в Україну, командир 1-го парашутно-десантного батальйону свого полку, був двічі поранений. Загинув у бою. 18 вересня був похований в Рязані.

## Нагороди
- Медаль Суворова
- Інші медалі
- Орден Мужності
- Звання «Герой Російської Федерації» (17 січня 2023, посмертно) — «за мужність і героїзм, проявлені під час виконання військового обов'язку.» 7 лютого медаль «Золота зірка» була передана рідним Кривова губернатором Рязанської області Павлом Малковим.